# Rässa
Koordinaten: 58° 33′ N, 23° 20′ O
Rässa ist ein Dorf (estnisch küla) auf der drittgrößten estnischen Insel Muhu. Es gehört zur gleichnamigen Landgemeinde (Muhu vald) im Kreis Saare (Saare maakond).
Der Ort hat elf Einwohner (Stand 31. Dezember 2011). Er liegt fünf Kilometer südwestlich des Fährhafens Kuivastu.

## Schulhaus
Das historische Schulhaus von Simisti befindet sich heute auf dem Gebiet des Dorfes Rässa. Es ist ein Werk des estnischen Architekten Alar Kotli von 1933/34.
Mitte der 1970er Jahre wurde der Schulbetrieb wegen des Rückgangs der Schülerzahlen eingestellt. Das Haus diente als Ferienheim für junge Seeleute, anschließend waren darin örtliche Unternehmen untergebracht. Seit 2003 befindet es sich in Privatbesitz.